# Katherine Kay Santos
Katherine Kay Santos (* 29. Oktober 1990) ist eine philippinische Leichtathletin, die sich auf den Weitsprung spezialisiert hat.

## Sportliche Laufbahn
Erste Erfahrungen bei internationalen Meisterschaften sammelte Katherine Kay Santos im Jahr 2011, als sie bei den Südostasienspielen in Palembang mit einer Weite von 6,25 m den siebten Platz belegte. 2013 gelangte sie bei den Asienmeisterschaften in Pune mit 5,91 m auf Rang neun und wurde anschließend bei den Südostasienspielen in Naypyidaw mit 5,93 m Vierte. Auch bei den Südostasienspielen in Singapur belegte sie mit 6,40 m den vierten Platz und erreichte mit der philippinischen 4-mal-100-Meter-Staffel mit 45,64 s Rang sechs. 2017 gelangte sie dann bei den Südostasienspielen in Kuala Lumpur mit 6,18 m auf Rang fünf und unterbrach dann bis 2021 ihre Karriere. 2022 klassierte sie sich bei den Südostasienspiele in Hanoi mit 6,00 m auf dem vierten Platz. Durch die nachträgliche Disqualifikation der Siegerin wegen eines Dopingvergehens, rückte Kay Santos auf den Bronzerang vor.
In den Jahren 2021 und 2022 wurde Kay Santos philippinische Meisterin im Weitsprung.

## Persönliche Bestleistungen
- Weitsprung: 6,40 m (−0,2 m/s), 4. April 2015 in Singapur
  - Weitsprung (Halle): 6,03 m, 16. Januar 2016 in Seattle